# Gammopatia monoclonale di significato incerto
La gammopatia monoclonale di significato incerto (MGUS, dall'acronimo in inglese di monoclonal gammopathy of undetermined significance) è una condizione patologica caratterizzata dalla proliferazione di un clone plasmacellulare con secrezione nel plasma di componente M (M = monoclonale) in un contesto non riconducibile al mieloma multiplo.
Raramente evolve in una neoplasia ematologica maligna.

## Epidemiologia
Si riscontra prevalentemente in età avanzata: più del 5% delle persone che hanno superato 70 anni, 3% dei 50enni.
In persone più giovani si arriva all'1% dei ventenni.

## Patogenesi
Le plasmacellule, che derivano dai linfociti B, producono anticorpi. Se una singola plasmacellula si moltiplica eccessivamente, il gruppo che ne risulta, detto clone, costituito da cellule geneticamente identiche, produce una grande quantità di un singolo tipo di anticorpo, chiamato anticorpo monoclonale o "proteina M"; essendo gli anticorpi proteine appartenenti alla classe delle gamma-globuline, la malattia viene anche chiamata "gammopatia".

## Clinica

### Sintomatologia
Sovente non presenta alcuna manifestazione, a volte può mostrarsi neuropatia periferica, assenti invece lesioni osteolitiche e anemia. Solo in una piccola minoranza si rileva ingrandimento di milza e linfonodi.

### Diagnostica
La diagnosi è esclusivamente laboratoristica: costante è la presenza della componente M, che tuttavia non supera i 3 g/dl, una delle caratteristiche che la differenziano dal mieloma multiplo, insieme a:
- Plasmocitosi midollare inferiore al 10%, con disposizione periarteriolare delle plasmacellule
- Assenza di lesioni osteolitiche
- Assenza di ipercalcemia
- Assenza di insufficienza renale
- Assenza di anemia

## Terapia
Non esistono trattamenti efficaci.

## Prognosi
Il livello di proteina M spesso rimane stabile per decenni e non richiede trattamento.
Poiché la MGUS ha un rischio di evoluzione in mieloma multiplo di circa 1% all'anno è necessario il follow up con esami ematochimici e delle urine. Il rischio di evoluzione è notevolmente basso in confronto al mieloma smoldering e al mieloma singolo, che prevedono percentuale di evoluzione in 15 anni pari rispettivamente al 75% e a (quasi) il 100%. La progressione in mieloma multiplo, macroglobulinemia o linfoma a cellule B non può essere prevenuta.